# ساعت بیست و پنج
ساعت بیست و پنج (به فرانسوی: La Vingt-cinquième Heure) نام یک کتاب ادبی است که توسط کنستانتین ویرژیل گئورگیو، نویسندهٔ اهل فرانسه نوشته شده‌است.